# 悪魔の墓場
『悪魔の墓場』（あくまのはかば、外国語題名はイタリア：NON SI DEVE PROFANARE IL SONNO DEI MORTI、スペイン：NO PROFANAR EL SUENO DE LOS MUERTOS、イギリス：THE LIVING DEAD AT MANCHESTER MORGUE、アメリカ合衆国：DON'T OPEN THE WINDOWなど）は、1974年に公開されたイタリア・スペインのホラー映画。イギリスの田舎を舞台に、害虫駆除機の作用で蘇った死者（ゾンビ）の恐怖を描く。

## ストーリー
以下は映像ソフト化された本編および解説サイトなどによる。
ロンドンの骨董屋ジョージはバイクで、商品である悪魔像の配達を兼ねて旅行に出かける途中、エドナが運転する車に事故を起こされてしまう。彼はエドナの車に同乗してエドナの姉が住む田舎に向かう。そこでエドナは不気味な男に襲われるが、その男は既に死んでいる筈の浮浪者だった。エドナの姉の夫もこの男に殺されるが、マコーミック警部は薬物中毒を患うエドナの姉を疑う。ジョージとエドナは、害虫の攻撃性を刺激して互いに殺し合わせる超音波発生機の実験で、死んで間もない人間が蘇って生者を襲っていると推測する。2人はそれを確かめるため墓地に向かったところ、死者たちに襲われるが、辛うじて逃げ延びる。だが、尾行していたマコーミック警部の部下が殺されたため、2人は警察から犯人と疑われて追われる身となる。
ジョージは墓場で、害虫駆除機により蘇った死者は、自らの血を媒介にして仲間を増やすことや、火に弱いことを知り、エドナが入院した病院へ向かうが、そこでも蘇生した死者が病院職員や入院患者を殺戮しつつあった。ジョージは死者を火で退治しつつエドナを救い出そうとするが、彼女も既にゾンビ化しており、ジョージは病院へ駆けつけたマコーミック警部によって射殺される。
警部は、一連の事件を解決した功労者として賞賛されるが、滞在先のホテルに帰ると部屋で待ち構えていたジョージに襲われ、野外では害虫駆除機がなおも動き続けていた。

## キャスト
| 役名             | 俳優                     | 日本語吹替                                    |
| 役名             | 俳優                     | 東京12ch版                                    |
| ---------------- | ------------------------ | --------------------------------------------- |
| ジョージ         | レイ・ラヴロック         | 津嘉山正種                                    |
| エドナ           | クリスチーヌ・ガルポ     | 弥永和子                                      |
| マコーミック警部 | アーサー・ケネディ       | 大木民夫                                      |
| キンゼイ         | アルド・マサッソ         | 阪脩                                          |
| クレイグ         | ジョルジョ・トレスチーニ | 小幡研二                                      |
| ベンソン         | ロベルト・ポッセ         | 広瀬正志                                      |
| マーチン         | ホセ・ルイス・リファンテ | 増岡弘                                        |
| ケイティ         | ジャニーヌ・メストレ     | 小谷野美智子                                  |
| ダフィール医師   | ヴィンセント・ヴェガ     | 千葉耕市                                      |
| 電話交換手       | イザベル・メストーレス   | 鈴木れい子                                    |
| 不明 その他      |                          | 塚田正昭 藤城裕士 村松康雄 二又一成 巴菁子    |
|                  |                          |                                               |
| 演出             | 演出                     | 高桑慎一郎                                    |
| 翻訳             | 翻訳                     | 宇津木道子                                    |
| 効果             |                          |                                               |
| 調整             |                          |                                               |
| 制作             | 制作                     | ザック・プロモーション                        |
| 解説             |                          |                                               |
| 初回放送         | 初回放送                 | 1979年6月21日 『木曜洋画劇場』 (21:00〜22:54) |

## スタッフ
- 監督：ホルヘ・グロウ
- 製作：エドモンド・アマティ
- 脚本：サンドロ・コンティネンツァ、マルチェッロ・コシア
- 撮影：フランシスコ・センペレ
- 特殊メイク：ジャンネット・デ・ロッシ
- 音楽：ジュリアーノ・ソルジーニ
- 編集：ドミンゴ・ガルシア、ヴィンチェンツォ・トマッシ

## オリジナルサウンドトラック
- 悪魔の墓場（東宝レコード 1974年 LP盤）